# Pieter Immeloot
Pieter Immeloot was de heer van De Leghere en van 1638 tot 1646 jonker en heer van Vlamertinge.
In 1638 kocht Immeloot voor 35.000 gulden de heerlijkheid Vlamertinge. Dat gebeurde per opbod na een decreet van 19 maart 1638. Immeloopt werd tot ridder benoemd bij een patentbrief van Koning Filips IV.
Immeloot was de zoon van Pieter Immeloot en Louisa van de Torre. Hij werd begraven in de Sint-Janskerk te Mechelen op 22 november 1646. Pieter Immeloot was getrouwd met Joanna Scholier op 13 september 1608. Ze kregen samen drie kinderen.